# 福岡市立愛宕小学校
福岡市立愛宕小学校（あたごしょうがっこう）は、福岡県福岡市西区愛宕4丁目にある公立小学校。

## 校勢
2019年5月1日現在
- 学級数 - 単式学級23学級、特別支援学級2学級
- 児童数 - 681人（うち特別支援学級11人）

## 沿革
1979年に児童数増加により姪浜小学校から分離する形で開校。

### 年表
- 1979年（昭和54年）4月 - 市内118番目の小学校として、姪浜小学校内に校舎を借用する形で開校
- 1979年（昭和54年）9月 - 新校舎落成　現在地へ移転　校章決定
- 1979年（昭和54年）11月 - 校歌、校旗完成
- 1980年（昭和55年）7月 - プール完成
- 1980年（昭和55年）11月 - 観察池、体育館周辺植樹完了
- 1983年（昭和58年）6月 - ランチルーム設置
- 1987年（昭和62年）3月 - 中庭「いこいの森」完成
- 1988年（昭和63年）3月 - 創立10周年記念式典
- 1994年（平成06年）6月 - 講堂兼体育館及び屋上プール落成記念式典
- 1998年（平成10年）6月 - 創立20周年記念式典
- 2008年（平成20年）5月 - 創立30周年記念式典
- 2011年（平成23年）4月 - ひまわり（特別支援学級）開設

## 教育方針
- 学校教育目標：生きる力を身に付け、自ら正しく判断し行動する、心身ともに健康な子どもの育成をめざす[4]

## 通学区域
- 福岡市西区のうち、以下の区域 [5]
  - 愛宕 1丁目～4丁目
  - 愛宕浜 2丁目1番、2番
  - 豊浜	1丁目～3丁目

福岡市西区の東北端、室見川沿いに位置し、北部は、博多湾に面したマリナタウン海浜公園、南部は、明治通り（市道千代今宿線：旧電車通り）までと、南北に長く広がっている校区である。校区の南西部には鷲尾愛宕神社を擁する愛宕山がある。

### 進学先中学校
- 福岡市立姪浜中学校

### 校区が隣接する小学校
- 福岡市立姪浜小学校
- 福岡市立百道小学校
- 福岡市立愛宕浜小学校

### 校区内の主な施設
- 鷲尾愛宕神社（愛宕2丁目）
- 観音寺保育園（愛宕2丁目）
- 愛宕郵便局（愛宕2丁目）
- イオンマリナタウン店（豊浜3丁目）（旧ショッパーズモールマリナタウン）
- マリナタウン海浜公園（愛宕浜2丁目）

## 校歌
- 作詞：三島憲和
- 作曲：松田久次

## 交通
- 福岡市地下鉄空港線室見駅　徒歩10分
- 西鉄バス愛宕公民館前バス停 100m
- 福岡高速道路環状線愛宕出入口